# آلن (کانزاس)
آلن (به انگلیسی: Allen) شهری در ایالت کانزاس کشور ایالات متحده آمریکا است که جمعیت آن در سرشماری سال ۲۰۱۰ میلادی، ۱۷۷ نفر بوده‌است.